# Óscar Sevilla
Óscar Miguel Sevilla Ribera, född 29 September 1976 i Ossa de Montiel, Albacete, är en spansk professionell tävlingscyklist. Sevilla är en utpräglad klättrare och bergsspecialist.

## Karriär
Óscar Sevilla blev professionell 1998 med det spanska stallet Kelme-Costa Blanca. Genombrottssäsongen kom 2001 då han slutade på sjunde plats i Tour de France och vann den vita ungdomströjan. Senare samma år slutade han tvåa i Vuelta a España, endast 47 sekunder bakom segraren Ángel Casero. Sevilla ledde tävlingen under 12 etapper men förlorade ledningen på 25 sekunder till Casero på den avslutande 38 kilometer långa tempoetappen.
2002 ledde Sevilla Vuelta a España under 9 etapper men slutade till sist på fjärde plats, 3 minuter och 26 sekunder bakom lagkamraten i Kelme-Costa Blanca Aitor González.
Med sina fina resultat ansågs Sevilla som en potentiell framtida segrare i något av de stora etapploppen. Han skulle dock inte komma att upprepa de framskjutna placeringarna från säsongen 2001. 2003 slutade Sevilla på tolfte plats i Vuelta a España och inför säsongen 2004 bytte han lag till det schweiziska stallet Phonak Hearing Systems. Bästa resultatet 2004 var en tredje plats i Critérium du Dauphiné Libéré, en viktig tävling inför Tour de France.
2005 bytte Sevilla åter igen lag, denna gången till det tyska stallet T-Mobile Team. Sevilla cyklade för T-Mobile Team fram till och med 2006 och vann 2006 års Vuelta a Asturias. Sevilla och lagkamraten i T-Mobile Team Jan Ullrich fick inte starta i Tour de France 2006 efter att de hade blivit omnämnda i dopningshärvan Operación Puerto. 20 juli 2006 fick Sevilla sparken från T-Mobile Team.
2007 cyklade Sevilla för det spanska stallet Relax-GAM och 2008–2010 för det amerikanska stallet Rock Racing. Säsongen 2011 tävlade han för det colombianska stallet Gobernación de Antioquía-Indeportes Antioquia.

## Stall
- Kelme-Costa Blanca 1998–2003
- Phonak Hearing Systems 2004
- T-Mobile Team 2005–2006
- Relax-GAM 2007
- Rock Racing 2008–2010
- Gobernación de Antioquía-Indeportes Antioquia 2011